# Европско првенство у атлетици у дворани 2017 — штафета 4 × 400 метара за мушкарце
Трка штафета на 4 х 400 метара у мушкој конкуренцији на 34. Европском првенству у дворани 2017. у Београду одржано је 5. марта у Комбанк арени.
Титулу освојену у Прагу 2015. није одбранила Белгија.
На првенству је учествовало 6 најбоље пласираних мушких штафета из Европе на Олимпијским играма и у Европи у 2016 години:
- 2:58,52, Белгија — четврта (ф)1 на ОИ 2016 у Рио де Жанеироу;
- 2:59,58, Пољска — пета (кв)2 на ОИ 2016 у Рио де Жанеироу;
- 3:00,82, Француска — девета (кв)2 на ОИ 2016 у Рио де Жанеироу;
- 3:03,93, Украјина — пета (кв)2 на ЕП 2016 у Амстердаму;
- 3:02,22, Турска — у Ерзуруму;
- 3:02,66, Чешка трећа (кв)2 на ЕП 2016 у Амстердаму;

1 финале , 2 квалификације

## Земље учеснице
Учествовало је 24 такмичара из 6 земаља.
1. Белгија (4)
2. Пољска (4)
3. Турска (4)
4. Украјина (4)
5. Француска (4)
6. Чешка (4)

## Рекорди
| Рекорди пре почетка Европског првенства 2017. | Рекорди пре почетка Европског првенства 2017.                                         | Рекорди пре почетка Европског првенства 2017. | Рекорди пре почетка Европског првенства 2017. | Рекорди пре почетка Европског првенства 2017. |
| --------------------------------------------- | ------------------------------------------------------------------------------------- | --------------------------------------------- | --------------------------------------------- | --------------------------------------------- |
| Светски рекорд                                | Сједињене Државе · (Кајл Клемонс, Дејвид Вербург, Кинд Батлер III, Калвин Смит млађи) | 3:02,13                                       | Сопот, Пољска                                 | 9. март 2014.                                 |
| Европски рекорд                               | Белгија · (Жилијен Ватрен, Дилан Борле, Жонатан Борле, Кевин Борле)                   | 3:02,87                                       | Праг, Чешка                                   | 8. март 2015.                                 |
| Рекорди европских првенстава                  | Белгија · (Жилијен Ватрен, Дилан Борле, Жонатан Борле, Кевин Борле)                   | 3:02,87                                       | Праг, Чешка                                   | 8. март 2015.                                 |
| Најбољи светски резултат сезоне у дворани     | Тексас универзитет                                                                    | 3:02,52                                       | Фејетвил, САД                                 | 28. јануар 2017.                              |

## Сатница
| Датум         | Време | Ниво   |
| ------------- | ----- | ------ |
| 5. март 2017. | 19:23 | Финале |

## Квалификациона норма
| дворана или отворено |
| -------------------- |
| нема норму           |

## Освајачи медаља
|                                                                                   |                                                                              |                                                                 |
| Пољска · Каспер Козловски, · Лукаш Кравшук, · Пжемислав Васћински, · Рафал Омелко | Белгија · Робин Вандербемден, · Жилијен Ватрен, · Кевин Борле, · Дилан Борле | Чешка · Патрик Шорм, · Јан Тесар, · Јан Кубиста, · Павел Маслак |

## Резултати

### Финале
Такмичење не одржано 5. марта 2017. године у 19:30.,
| Пласман | Стаза | Земља     | Штафета                                                            | Резултат | Белешка |
| ------- | ----- | --------- | ------------------------------------------------------------------ | -------- | ------- |
|         | 5     | Пољска    | Каспер Козловски, Лукаш Кравшук, Пжемислав Васћински, Рафал Омелко | 3:06,99  |         |
|         | 6     | Белгија   | Робин Вандербемден, Жилијен Ватрен, Кевин Борле, Дилан Борле       | 3:07,80  |         |
|         | 2     | Чешка     | Патрик Шорм, Јан Тесар, Јан Кубиста, Павел Маслак                  | 3:08,60  |         |
| 4.      | 4     | Француска | Томас Жордије, Николас Коурбиере, Азир Иноуса, Јоан Десимус        | 3:08,99  |         |
| 5.      | 3     | Украјина  | Данило Даниленко, Јевген Гуцол, Олексиј Поздњаков, Виталиј Бутрим  | 3:09,64  |         |
| 6.      | 1     | Турска    | Батухан Алтинтас, Махсум Коркмаз, Акин Озјурек, Мехмет Гузел       | 3:15,97  |         |